# Джонні Пасвольський
Джоннатан «Джонні» Марк Пасвольський (англ. Jonathan Marc Pasvolsky; нар. 26 липня 1972, Кейптаун, ПАР) — австралійський актор, відомий за роллю Роба Шелтона у телесеріалі «Доньки МакЛеода».

## Життєпис
Пасвольський народився 26 липня 1972 року в Кейптауні, у єврейській родині. Невдовзі сім'я переїхала в Австарлію. Вивчав акторську майстерність у Вікторіанському коледжі мистецтв у Мельбурні. У нього є рідний брат Стів Пасвольський, кінорежисер, який отримав за свою стрічку  «Собака» премію «Оскар» за найкращий ігровий короткометражний фільм.

## Особисте життя
Одружений з Керолін. У подружжя є троє дочок: Марлена-Сьєрра (нар. 2007), Сільві-Стар (нар. 2009) та Віолла-Роуз-Емері (нар. 2012).

## Фільмографія
| Рік       |   | Українська назва                  | Оригінальна назва                | Роль                     |
| --------- | - | --------------------------------- | -------------------------------- | ------------------------ |
| 2019      | с | Бар'єри                           | Barriers                         |                          |
| 2018      | с | Пікнік біля Навислої скелі        | Picnic at Hanging Rock           | Бампер, сержант          |
| 2019      | ф | Лідер перегонів                   | The Front Runner                 | Стів Данлеві             |
| 2017      | ф | Кролик                            | Rabbit                           | Генрі                    |
| 2016      | с | Край «Дикий Захід»                | Westworld                        | «Кривавий Джиммі»        |
| 2015      | ф | Мордекай                          | Mortdecai                        | Еміль                    |
| 2014      | с | Сімейка Муді                      | The Moodys                       | Метт Капелло             |
| 2013      | с | Містер та місіс Мурдер            | Mr & Mrs Murder                  | Пітер Вінетті            |
| 2012      | с | Додому і в дорогу                 | Home and Away                    | Тім Ґрем                 |
| 2011      | ф | Брати по крові                    | Blood Brothers                   | Саймон Кеннеді           |
| 2011      | с | Потомство                         | Offspring                        | Бен Форбс                |
| 2010      | с | Морський патруль                  | Sea Patrol                       | Кларксон                 |
| 2009      | с | Темний бік: Повість про два міста | Underbelly: A Tale of Two Cities | Дейв                     |
| 2009      | с | Рятувальники: Спеціальна операція | Rescue: Special Ops              | Карл Стівенсон           |
| 2009      | ф | Лжесвідчення                      | False Witness                    | Антоніо Мореллі          |
| 2008      | с | Сатисфакція                       | Satisfaction                     | Зорон                    |
| 2006      | ф | Макбет                            | Macbeth                          | Леннокс                  |
| 2005      | ф | Другий шанс                       | Second Chance                    | Шарп, сержант            |
| 2005—2007 | с | Доньки МакЛеода                   | McLeod's Daughters               | Роб Шелтон / Метт Боснич |
| 2003      | с | На краю Всесвіту                  | Farscape                         | Пенноч                   |
| 2002      | с | Синьо-білий комірець              | White Collar Blue                | Сел Олівато              |
| 2002      | с | Всі святі                         | All Saints                       | Джон Паулос              |
| 2002      | с | Молоді леви                       | Young Lions                      | Даніель Крейн            |
| 2000      | с | Крутий поворот                    | SeaChange                        | метрдотель               |